# Maguarichi
Maguarichi är en kommun i Mexiko.   Den ligger i delstaten Chihuahua, i den nordvästra delen av landet, 1 300 km nordväst om huvudstaden Mexico City. Antalet invånare är 2 116. Arean är 937 kvadratkilometer.
Terrängen i Maguarichi är kuperad åt nordost, men åt sydväst är den bergig.